# Riesenbovist
Der Riesenbovist (Calvatia gigantea, Syn. Langermannia gigantea, Lycoperdon giganteum) ist ein leicht bestimmbarer Wiesenpilz mit außerordentlich großen Fruchtkörpern aus der Familie der Champignonverwandten. Früher zählte man ihn zur Klasse oder Unterklasse der Bauchpilze (Gastromycetes bzw. Gastromycetidae), die nach neueren wissenschaftlichen Erkenntnissen keine taxonomische Bedeutung mehr haben. Der Gattungsname Langermannia ehrt den deutschen Arzt und Juristen Johann Gottfried Langermann (1768–1832).

## Merkmale

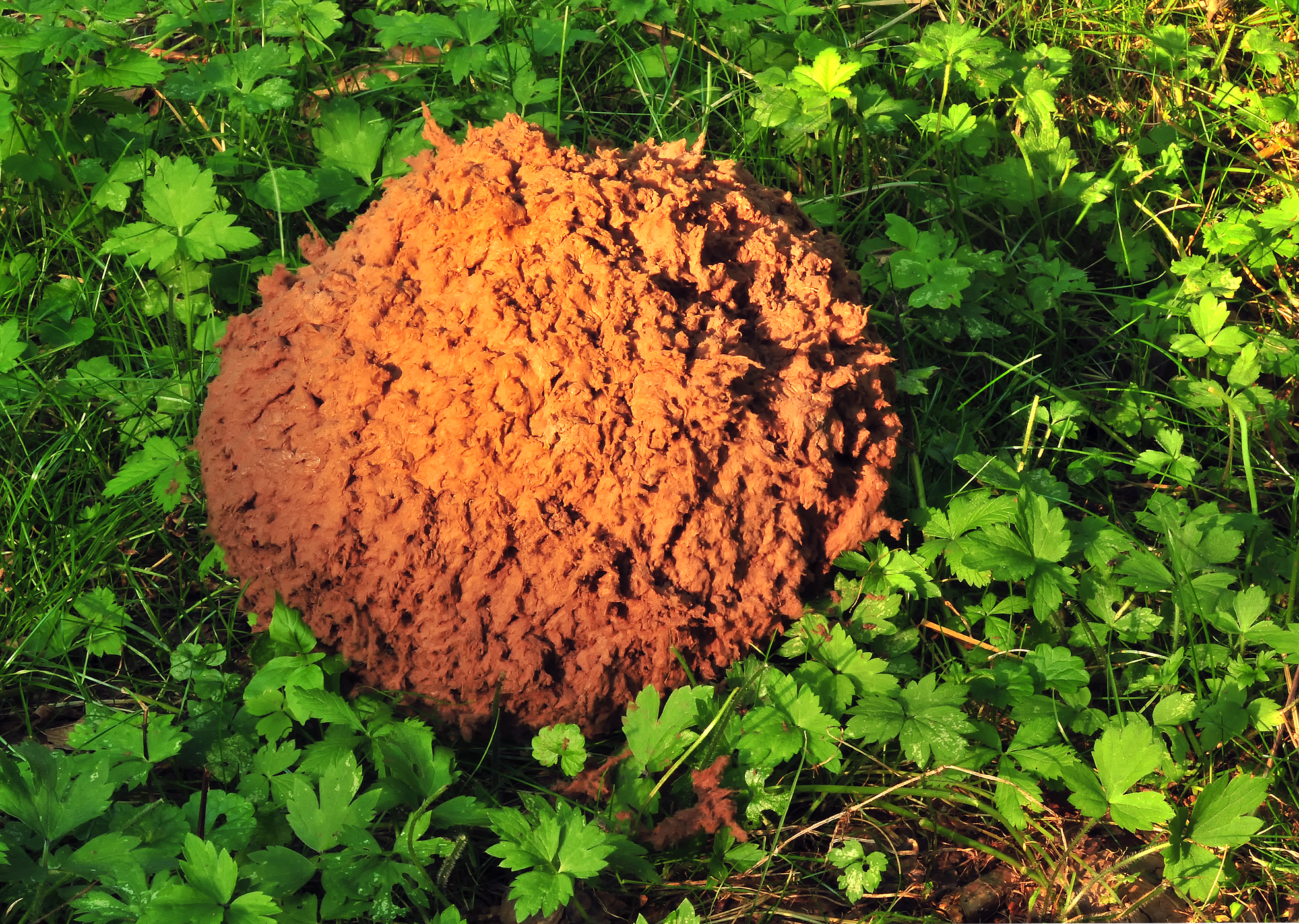
Alter, zu braunem Sporenpulver zerfallender Fruchtkörper des Riesenbovist

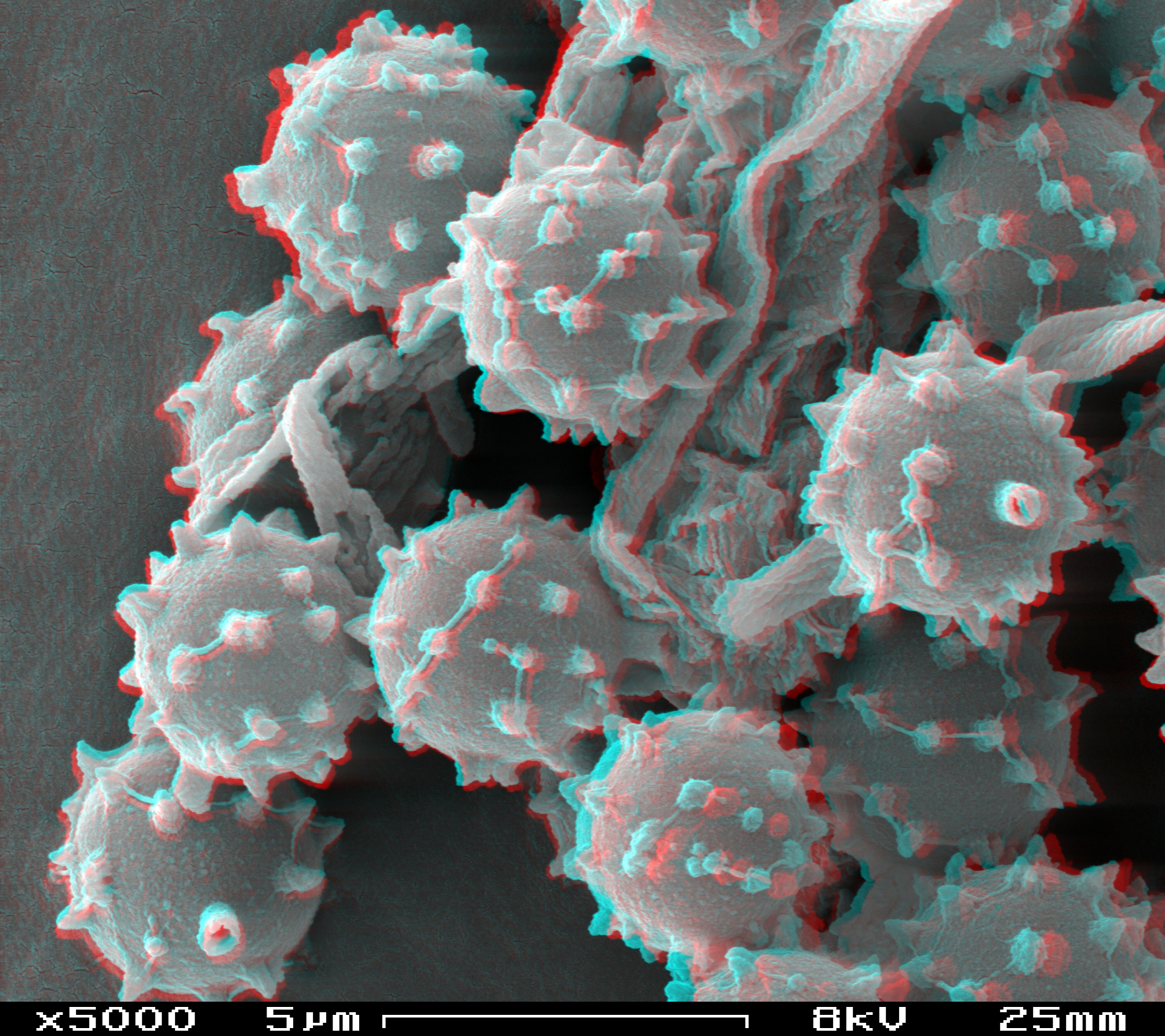
Sporen des Riesenbovist im Rasterelektronenmikroskop, stereoskopische Darstellung, Vergrößerung 5000x

Der Riesenbovist wird im Durchmesser etwa 10–50 cm groß, ist rundlich und ohne Stiel. Die Haut ist glatt und lederartig. Die Farbe ist jung weißlich, dann grüngelblich und alt durch die Sporen olivbraun oder rotbraun bis dunkelbraun. Die Fruchtmasse ist anfangs ebenfalls weiß und wird während der Reifung olivbraun und pulverig. Reifere Pilze riechen unangenehm harnartig.
Das größte je gefundene Exemplar erreichte einen Durchmesser von 150 cm, das schwerste ein Gewicht von 23,3 kg.

## Artabgrenzung
Der Riesenbovist ist aufgrund seiner Größe kaum verwechselbar.
Ebenfalls recht groß (wenn auch nicht so groß wie der Riesenbovist) können einige Stäublinge (Lycoperdon) wie der Hasen- (Lycoperdon utriforme) und der Beutel-Stäubling (Lycoperdon excipuliforme) werden; sie unterscheiden sich durch eine warzig-flockige (nicht glatte) Exoperidie (Außenseite) sowie einen zweigeteilten Aufbau mit fertilem Kopf- und sterilem Stielteil.
Im jungen Zustand, wenn die Fruchtkörper noch kleiner sind, könnten Verwechslungen mit giftigen Wulstlingen (Amanita) auftreten, bei denen allerdings Im Schnitt anstatt einer einheitlichen Fruchtmasse die angelegten Lamellen und Stiel erkennbar sind. Ebenfalls können im jungen Stadium Verwechslungen mit ebenfalls essbaren Bovisten (Bovista) vorkommen, die allerdings deutlich kleiner bleiben sowie teilweise eine nicht glatte Exoperidie haben.

## Ökologie und Phänologie

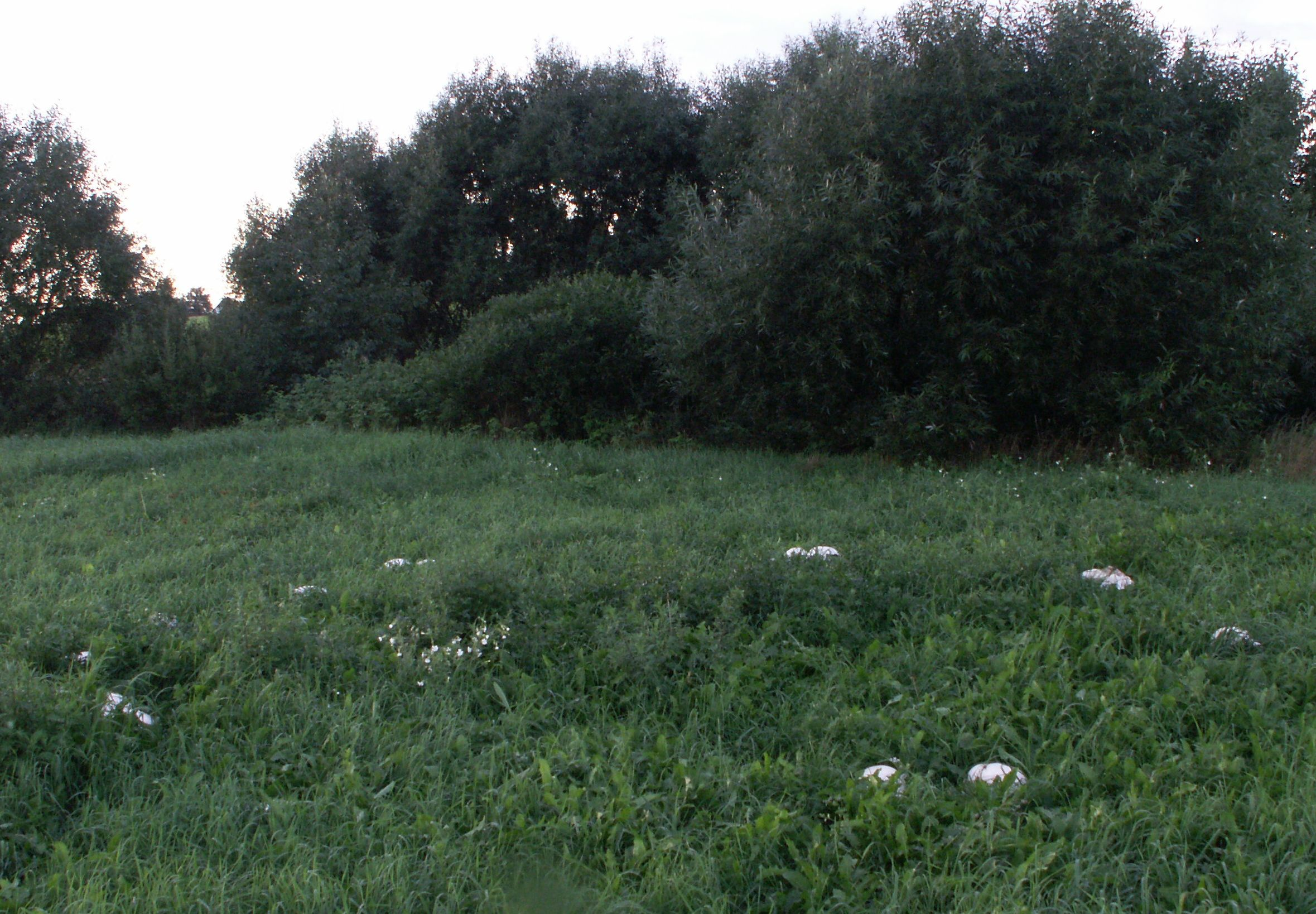
Hexenring aus 27 Fruchtkörpern des Riesenbovist (1,5–5 kg/ St.) mit 6 m im Durchmesser auf einer extensiv genutzten Weide

Riesenboviste wachsen von Juni bis Oktober vornehmlich auf Wiesen, Weiden und lichten Wäldern (aufgelockerte Kiefernwälder auf eher trockenen Standorten). Charakteristische Standorte sind vor allem alte Streuobstwiesen, wo schon Hexenringe von zehn oder mehr Metern Durchmesser beobachtet werden konnten.

## Bedeutung
Jeder Fruchtkörper produziert im Inneren über sieben Billionen Sporen.
Der Riesenbovist ist der größte und schwerste Speisepilz. Junge, im Anschnitt noch weiße Exemplare sind essbar, besitzen jedoch nur einen geringen Eigengeschmack. Sie können, in Scheiben geschnitten, ähnlich wie ein Wiener Schnitzel zubereitet werden. Roh verzehrt wirken sie auf Säugetiere toxisch.
Früher wurden schwelende Exemplare in der Imkerei neben den Bienenstock gestellt, um die Bienen bei der Imkerarbeit ruhig zu halten. Auch als Zunder wurde dieser Pilz verwendet.
Darüber hinaus enthält der Riesenbovist das zytotoxische Calvacin. Calvacin ist ein mäßig hitzestabiles, nicht diffusionsfähiges, basisches Mukoprotein (aus der Familie der Glykoproteine). Es wurde in den 1960er Jahren als Anti-Tumormittel getestet. Die wiederholte Gabe von Calvacin erzeugte bei Hunden und Affen allergische Reaktionen. Die Weiterentwicklung wurde zudem wegen der hohen Toxizität der Verbindung eingestellt.